# Kamenný Újezd (Plzeň)
Kamenný Újezd é uma comuna checa localizada na região de Plzeň, distrito de Rokycany.